# رودخانه سر
رودخانه سر (به انگلیسی: Cère) رودخانه‌ای است به طول ۱۲۰/۴کیلومتر (۷۵ مایل) که در کشور فرانسه جریان دارد.